# Ulrich Majer
Ulrich Majer (* 29. September 1942 in Bonn) ist ein deutscher Chemiker, Philosoph und Hochschullehrer.

## Werdegang
Ab 1962 studierte Majer Chemie in Bonn. 1965 wechselte er nach Frankfurt, wo er das Studium 1967 mit dem Diplom abschloss. 1972 folgte die Promotion mit einer Arbeit über binäre Flüssigkeitsgemische. Seitdem arbeitete Majer an zahlreichen Forschungsprojekten mit, seit 1990 ist er außerplanmäßiger Professor an der Universität Göttingen. Sein Arbeitsgebiet sind die theoretischen Grundlagen von Mathematik und Naturwissenschaften. Im Rahmen eines von ihm geleiteten Projekts der DFG veröffentlichte er in drei Bänden Vorlesungen von David Hilbert zu diesem Themenbereich. Außerdem ist Majer Herausgeber von zwei Sammelbänden zum Thema Raumzeit.

## Publikationen (Auswahl)
- Die Bestimmung von kritischen Exponenten durch Messung der kritischen Opaleszenz an den binären flüssigen Gemischen Decan-Chlorex und Dodecan-Chlorex. Frankfurt am Main 1972.
- Leibniz's conception of a physical system as an essential part of his theory of life. In: Nicholas Rescher: Leibizian inqiries. A group of essays. University Press of America 1989, ISBN 0-8191-7358-4, S. 83–94.
- mit Nicholas Rescher: On Truth. Original manuscript materials (1927–1929) from the Ramsey Collection at the University of Pittsburgh (Buchentwurf von Frank Plumpton Ramsey). Kluwer, Dodrecht 1991, ISBN 0-7923-0857-3.
- Semantical aspects of spacetime theories. BI Wissenschaftsverlag, Mannheim 1994, ISBN 3-411-16161-2.
- Ist Kants Kritik an Leibnizens Raumauffassung berechtigt? In: Leibniz und Europa. Gottfried-Wilhelm-Leibniz-Gesellschaft, Hannover 1995, ISBN 3-9800978-8-9, S. 212–217.
- mit Heinz-Jürgen Schmidt: Reflections on Spacetime. Foundations, Philosophy, History. Springer Netherlands, Dordrecht 1995, ISBN 0-7923-3712-3.
- Vom Weltruhm der Zwanziger Jahre zur Normalität der Nachkriegszeit. Die Geschichte der Chemie in Göttingen 1930 bis 1950. In: Heinrich Becker: Die Universität Göttingen unter dem Nationalsozialismus. Saur, München 1998, ISBN 3-598-10853-2, S. 589–629.
- mit Michael Hallet: David Hilbert's lectures on the Foundations of Geometry 1891–1902. Springer, Berlin/ Heidelberg 2004, ISBN 3-540-64373-7.
- mit Tilman Sauer: David Hilbert's lectures on the Foundations of Physics 1915–1927. Springer, Berlin/ Heidelberg 2009, ISBN 978-3-540-20606-4.
- mit William Ewald u. a.: David Hilbert's lectures on the Foundation of Arithmetic and Logic 1917–1933. Springer, Berlin/ Heidelberg 2013, ISBN 978-3-540-69444-1.